# 辻井和花
辻井 和花（つじい ほのか、2006年6月23日 - ）は、日本の女子キックボクサー。BRING IT ONパラエストラAKK所属。元KROSS×OVER GIRLS-KICKアトム級王者。Instagramのフォロワー数は50万を超え、インフルエンサーとしても活動。アメリカの芸能事務所VODAに所属している。姉はキックボクサーの辻井和奏。千葉県市川市出身。

## 経歴
小学1年生のときに両親に連れられて空手道場に入り、空手を習う。小学生時代は自宅の練習場でも6年間空手の練習に打ち込む。小学6年生時に先輩の影響を受けてキックボクシングに転向。
2022年10月30日、高校1年生時にRISEでプロデビュー。小林穂夏と対戦し、判定0-2で敗北。
2023年4月よりKROSS×OVERに出場。Uver∞miyUに判定勝利、8月には相見梨夏に判定勝利した。同年10月22日に開催されたKROSS×OVER.23で行われたKROSS×OVER GIRLS-KICK アトム級タイトルマッチで王者の松本徐倫と対戦し、判定勝ちで王座獲得。
2024年4月21日にRISE177で坂田実優と対戦し、判定勝ち。同年7月27日にKROSS×OVER.27で斎藤千種と対戦し、3Rに左ストレートでダウンを奪われ、判定0-3で敗北。
2025年4月6日に開催されたKROSS×OVER.30で行われたKROSS×OVER GIRLS-KICK アトム級タイトルマッチで挑戦者の菊池美乃里に判定0-2で敗北し、王座陥落。
2025年5月31日に開催されたRISE188で行われた第3代RISE QUEENアトム級王座決定トーナメントの1回戦で岩永唯伽と対戦し、判定2-0で勝利。
2025年7月21日に初のデジタル写真集『ヒット！』を発売。トレーニング風景、等身大の姿、水着姿までを撮り下ろした内容となっている。

## 戦績
| キックボクシング 戦績 | キックボクシング 戦績 | キックボクシング 戦績 | キックボクシング 戦績 | キックボクシング 戦績 | キックボクシング 戦績 | キックボクシング 戦績 |
| --------------------- | --------------------- | --------------------- | --------------------- | --------------------- | --------------------- | --------------------- |
| 9 試合                | (T)KO                 | 判定                  | その他                | 引き分け              | 無効試合              |                       |
| 5 勝                  | 0                     | 5                     | 0                     | 0                     | 0                     |                       |
| 4 敗                  | 0                     | 4                     | 0                     | 0                     | 0                     |                       |

| 勝敗 | 対戦相手   | 試合結果              | 大会名                                                         | 開催年月日     |
| ×    | 平岡琴     | 3R+延長1R終了 判定0-3 | RISE190 【第3代RISE QUEENアトム級王座決定トーナメント準決勝】  | 2025年7月25日  |
| ○    | 岩永唯伽   | 3R終了 判定2-0        | RISE188 【第3代RISE QUEENアトム級王座決定トーナメント一回戦】  | 2025年5月31日  |
| ×    | 菊池美乃里 | 3R終了 判定0-2        | KROSS×OVER.30 【KROSS×OVER GIRLS-KICK アトム級タイトルマッチ】 | 2025年4月6日   |
| ×    | 斎藤千種   | 3R終了 判定0-3        | KROSS×OVER.27                                                  | 2024年7月27日  |
| ○    | 坂田実優   | 3R終了 判定3-0        | RISE177                                                        | 2024年4月21日  |
| ○    | 松本徐倫   | 3R終了 判定3-0        | KROSS×OVER.23 【KROSS×OVER GIRLS-KICKアトム級タイトルマッチ】  | 2023年10月22日 |
| ○    | 相見梨夏   | 3R終了 判定3-0        | KROSS×OVER.22                                                  | 2023年8月13日  |
| ○    | Uver∞miyU  | 3R終了 判定3-0        | KROSS×OVER.21                                                  | 2023年4月16日  |
| ×    | 小林穂夏   | 3R終了 判定0-2        | RISE162                                                        | 2022年10月30日 |

## 獲得タイトル
- KROSS×OVER GIRLS-KICKアトム級王座(2023年)
- 2021年Amateur RISE Nova全日本女子トーナメント -47kg級優勝(2021年)

## デジタル写真集
- ヒット！（2025年7月21日、集英社）[16]